# František Bedřich Ševčík
František Bedřich Ševčík (13. října 1824 Jedovnice – 22. ledna 1896 Vídeň) byl český profesor působící na vídeňské technice.

## Život
František Ševčík (jméno Bedřich bylo jeho přijaté biřmovací jméno) se narodil 13. října 1824 v domě číslo 73 v Jedovnicích do rodiny podsedníka Pavla Ševčíka. Rodina byla velmi chudá, neboť byla nucena půjčit si velkou sumu peněz na stavbu nového domu poté, co jejich původní padl za oběť velkému požáru v roce 1822.
Vystudoval reálné gymnázium v Brně. S nejlepším hodnocením dokončil pedagogický kurz a to mu dodalo odvahu studovat dále. Od roku 1842 studoval ve Vídni na c.k. polytechnice. Na studia si vydělával doučováním. Kromě studia technické univerzity studoval na konzervatoři a učil se francouzsky.
V době, kdy neprobíhala výuka (tedy především o prázdninách), cestoval po Evropě a ve Vídni pak o těchto vestách vyprávěl na veřejných přednáškách. Je autorem několika odborných knih. Od roku 1872 byl docentem. Vyučoval na několika školách současně, včetně vyšší vzdělávací školy pro dívky. Velkým přínosem byly jeho výzkumy v oblasti matematické akustiky a teorie tónových soustav.
Do rodných Jedovnic se často vracel a vlastenecky zde na dálku působil. Tam také zřídil, na vlastní náklady, dva nadační domy. Jeden pro kněze (č.p. 49) a druhý pro učitele (č.p. 173).
30. července 1878 se oženil s Františkou Barborou Schenkovou.
16. ledna 1896 byl ve Vídni raněn mrtvicí, upadl do bezvědomí a o čtyři dny později, tedy 22. ledna, 1896 zemřel. Pohřben je v hrobce na jedovnickém hřbitově.